# Trabalho animal

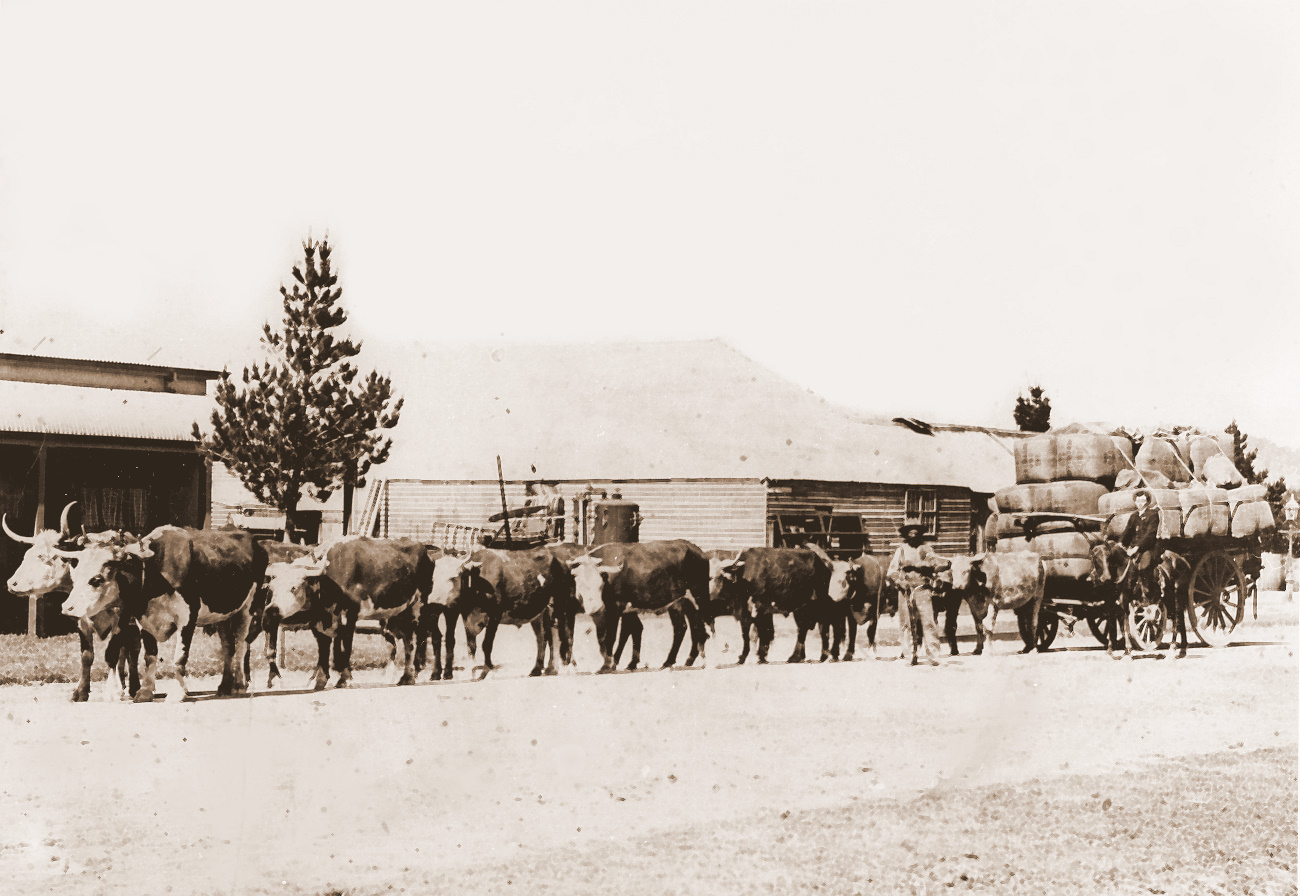
Animais de tração em New South Wales

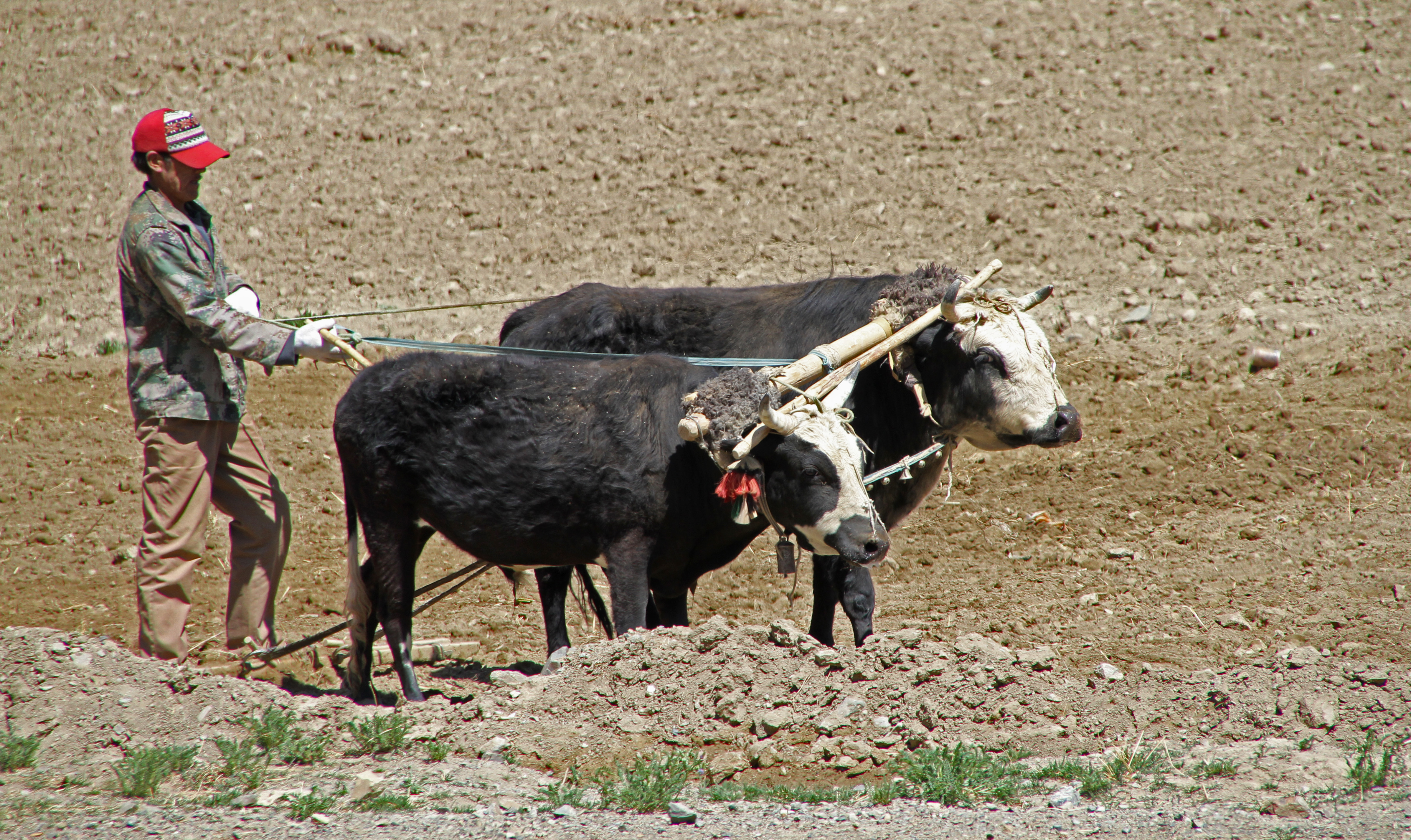
Bovinos em Tibet

Animal de trabalho é uma animal, geralmente domesticado, que é mantido por seres humanos e treinado para desempenhar tarefas. Estes podem ser membros próximos da família, como guia ou cães de serviço, ou podem ser animais treinados rigorosamente para realizar um trabalho, como elefantes em madeireiras. Alguns, no final da sua vida de trabalho, podem também ser usadas para carne ou outros produtos tais como o couro. Tais animais são chamados de animais de tração ou animais de carga. O uso de animais para o trabalho é considerado por alguns como a escravidão animal, isto levanta preocupações com os direitos dos animais.
A história dos animais de trabalho pode ser anterior a agricultura, com os cães utilizados pelos nossos ancestrais caçadores-coletores. Em todo o mundo, milhões de animais trabalham no relacionamento com seus proprietários. Espécies domesticadas são muitas vezes criadas a serem adequadas para diferentes utilizações e condições, especialmente cavalos e cães de trabalho.
Animais de trabalho normalmente são criados em fazendas, embora alguns ainda são capturados na natureza, tais como golfinhos e alguns elefantes asiáticos
As pessoas têm encontrado usos para uma ampla variedade de habilidades encontradas em animais e até mesmo na sociedade industrializada muitos animais ainda são usados para o trabalho. A força dos cavalos, elefantes e bois é usada em puxar carroças e troncos. Vários animais, incluindo camelos, burros, cavalos e cães são usados para o transporte, ou para puxar carroças e trenós. Outros animais, incluindo cães e macacos prestam assistência às pessoas cegas ou com deficiência física.
Os principais animais de tração ou carga são os equídeos, muares, asininos (cavalos, burros e jumentos) e bovinos. Os cães são muito mais versáteis, mesmo limitado ao contexto de seu uso produtivo em ambientes rurais (caça, pastoreio, etc.), bem como animais de tração e animais de estimação. Os camelos são usados como animais de carga assim como os lhamas, enquanto as renas são freqüentemente usados como 
animais de trenó, os elefantes são utilizados para tarefas pesadas ou transporte de turistas.